# Hannes Van der Bruggen
Hannes Van der Bruggen (sinh 1 tháng 4 năm 1993) là một cầu thủ bóng đá Bỉ hiện tại thi đấu cho KV Kortrijk ở Belgian Pro League. Anh cũng đại diện cho U-21 Bỉ.